# J. Greg Miller
J. Gregory Miller je americký hráč na lesní roh, skladatel a hudební aranžér.

## Život a kariéra
J. Greg „JG“ Miller se narodil v Coloradu a vyrostl v Mohntonu v Pensylvánii. Hrál s Reading Symphony Youth Orchestra a Philadelphia Youth Orchestra a vystudoval Mifflin High School v Berks County. Dále navštěvoval University of Rochester, Eastman School of Music a University of Arizona. Poté se přestěhoval do Los Angeles, kde získal na Univerzitě Jižní Kalifornie doktorát.
Miller koncertoval s mnoha sbory a orchestry, včetně Rochester Philharmonic Orchestra, Mariachi Sol de Mexico, the Desert Symphony, the Tucson Symphony Orchestra a the Flagstaff Symphony Orchestra. Také nahrával v hollywoodských studiích hudbu pro několik filmů. V letech 2012 a 2013 koncertoval s britskou rockovou kapelou The Who v rámci jejich turné Quadrophenia and More a také s nimi hrál na charitativním koncertě 12-12-12: The Concert for Sandy Relief v Madison Square Garden v New Yorku.

## Skladby
- Foglissimo! (2007)
- Seven Sets on The Odyssey (2008)
- Cloak and Dagger Games (2010)